# Enganyapastors de cintes
L'enganyapastors de cintes (Caprimulgus vexillarius) és una espècie d'ocell de la família dels caprimúlgids (Caprimulgidae) que habita el bosc miombo i sabanes de Burkina Faso, Nigèria, Camerun, el Gabon, República del Congo, República Centreafricana, sud de Txad, sud d'Etiòpia, Ruanda, Burundi, Uganda, Kenya, centre de Tanzània, Zàmbia, Malawi, Moçambic, Zimbabwe, Angola, sud de la República Democràtica del Congo, nord-est de Namíbia, nord i est de Botswana i est de Sud-àfrica.